# André Boekhorst
André Boekhorst (11 april 1934 – 24 juni 1995) was een Nederlandse bridgespeler.
Na de Tweede Wereldoorlog gaven Boekhorst en Filarski grote impulsen aan de ontwikkeling van bridge in Nederland.
Boekhorst had jarenlang zitting in het bondsbestuur, vanaf 1991 als voorzitter.
Tussen 1980 en 1982 maakte hij deel uit van de toernooicommissie van het Europees Team Kampioenschap Jeugd, tevens was hij voorzitter van de protestcommissie. Tot 1991 begeleidde hij jeugdteams naar de kampioenschappen.
In 1991 werd hij door de International Bridge Press Association (IBPA) gekozen tot 'Personality of the Year'. In 1993 won hij met David Bardach het zevende Europees kampioenschap paren (voor senioren) in Bielefeld.
Boekhorst overleed drie dagen na zijn unanieme verkiezing tot voorzitter van de European Bridge League (EBL), de functie die hij jaren had geambieerd.

## Boeken
- Continental Club 1889 - 1989, Amsterdam, eerste druk 1989
- Bridgeverhalen, Een tipje van de sluier, ISBN 9024648726, eerste druk 1991
- Van Smoking tot Spijkerbroek, 65 jaar bridge in Nederland, ISBN 90-5121-606-8, eerste druk 1995
- De bridgerubrieken van André Boekhorst, maart 2013
- De bridgerubrieken van André Boekhorst (2), september 2014, een selectie uit de Volkskrantrubrieken van 1974-1990 van André Boekhorst samengesteld door Piet Verreck en Bram Doeves